# Крынки (Лиозненский район)
Крынки (бел. Кры́нкі) — агрогородок в Лиозненском районе Витебской области Беларуси. Административный центр Крынковского сельсовета.

## География
Расположен в 27 км в направлении на запад от Лиозно, 37 км от Витебска. Расположена железнодорожная станция Крынки на линии Витебск — Смоленск.

## История

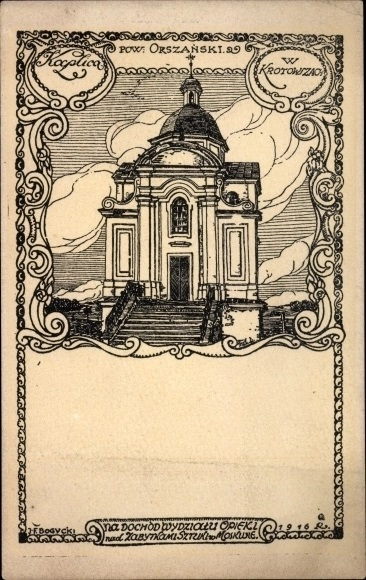
Часовня, 1916

В 1864—1879 годах в Крынках действовала бумажная фабрика, в 1842—1864 годах — сахарная мануфактура, потом фабрика с водяной и конной мельницей, огневым (с 1861 года паровым) двигателем.
В 1909 году в Высочанской волости Оршанского уезда Могилёвской губернии.
В 2008 году деревня Крынки преобразована в агрогородок.

## Население

### Численность
- 2009 год — 830 жителей

### Динамика
- 1998 год — 891 житель, 394 двора[4]
- 1999 год — 857 жителей (перепись населения)
- 2009 год — 830 жителей (перепись населения)[5]
- 2019 год — 800 жителей (перепись населения)

## Достопримечательность

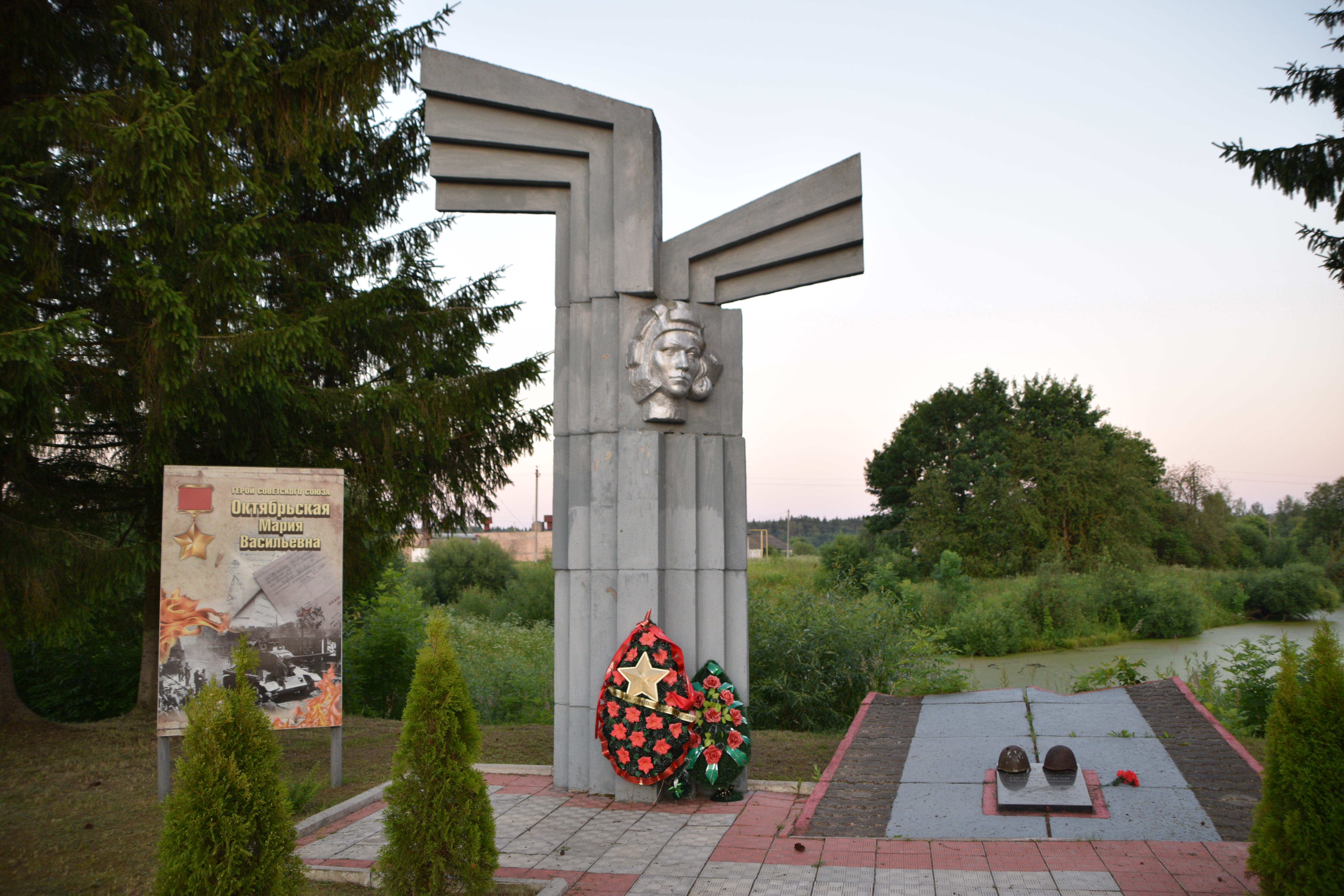
Памятник М. В. Октябрьской

- Памятник М. В. Октябрьской[6]Военное кладбище советских воинов и партизан, на территории племзавода «Крынкі»[7] —  Историко-культурная ценность Республики Беларусь, шифр 213Д000537.
- Мемориальный комплекс воинам-артиллеристам, 1,4 км на юго-восток от агрогородка[8].
- Памятник М. В. Октябрьской (1981)[6][9], ул. Дубровского, 101а, перед зданием сельисполкома.
- Памятник М. В. Октябрьской на железнодорожной станции Крынки, на месте последнего боя. Надпись на памятнике: «Здесь в январе 1944 года славная советская патриотка Герой Советского Союза танкист Мария Васильевна Октябрьская бесстрашно громила врага на танке „Боевая подруга“ и пала смертью храбрых в боях с немецко-фашистскими захватчиками»

### Утраченное наследие
- Католическая часовня

## Известные лица
- Валентина Николаевна Белявина (род. 1941) — белорусский этнограф. Кандидат исторических наук.